# دایکی ساتو
دایکی ساتو (انگلیسی: Daiki Sato; ۷ سپتامبر ۱۹۸۸ – ۱۹ ژوئیهٔ ۲۰۱۰) بازیکن فوتبال اهل ژاپن بود.